# 宽口杓兰
宽口杓兰（学名：Cypripedium wardii）为兰科杓兰属下的一个种。

## 扩展阅读
- 維基物種上的相關：宽口杓兰